# Ramon Morey i Antich
Ramon Morey Antich (Palma, 1885 - 1944) va ser un pedagog mallorquí.
Mestre d'escola superior des de 1910, va ser destinat a Santa Maria del Camí entre 1910 i 1918, i hi aplicà tècniques educatives innovadores, com la gimnàstica rítmica amb cançons populars. Alumne de l'Institut Català de Gimnàstica Rítmica, se'l considera l'introductor a Mallorca d'aquesta modalitat. El 1918 va ser secretari de la delegació a Mallorca de l'Associació Protectora de l'Ensenyança Catalana, i aquell mateix any va ser el primer director de l'Escola Graduada de Binissalem. El 1930 creà a Binissalem un camp escolar d'experimentació agrícola. Col·labora amb Baltasar Samper en la recerca pel recull del Cançoner Popular de Catalunya. L'Ajuntament de Binissalem li va dedicar un carrer.